# Eritherium
Eritherium is een geslacht van uitgestorven slurfdieren. Dit geslacht leefde tijdens het Paleoceen in het noordwesten van Afrika.
Eritherium is het oudst bekende, kleinste en primitiefste slurfdier. Dit dier had het formaat van een grote klipdas en was ongeveer 3 tot 8 kilogram zwaar. Eritherium had waarschijnlijk nog geen slurf. De fossiele vondst dateert van circa 60 miljoen jaar geleden en is gedaan in het Ouled Abdoun-bekken in Marokko.